# برنارد راجرز
برنارد راجرز (انگلیسی: Bernard Rogers؛ ‏ ۴ فوریهٔ ۱۸۹۳ – ۲۴ مهٔ ۱۹۶۸) موسیقی‌دان، آهنگساز و مدرس موسیقی اهل ایالات متحده آمریکا بود که بیشتر به خاطر یک اوراتوریو به نام «پاسیون» شناخته می‌شود.
برنارد راجرز موسیقی را زیر نظرِ نادیا بولانژه، ارنست بلوک، پرسی گودچس و آرتور فاروِل آموخته بود.
او از مدرسان «انستیتو موسیقی کلیولند» و «مدرسهٔ موسیقی ایستمن» بود و شاگردان برجستهٔ زیادی تربیت نمود که از آن جمله می‌توان به دیوید دایموند و «رابرت وارد» اشاره نمود.